# Cam-out
Cam-out – zjawisko występujące podczas wkręcania lub wykręcania łączników śrubowych. Polega na wyskakiwaniu grotu wkrętaka lub końcówki wkrętaka (bit) z gniazda śruby lub wkrętu.

## Powody i skutki występowania zjawiska
Efekt cam-out występuje powszechnie przy stosowaniu łączników z nacięciem płaskim. Przyczyną zjawiska jest brak podparcia dla grotu na końcach szczeliny. Następna generacja gniazda, tzw krzyżakowe (Philips), również jest podatna na zjawisko cam-out. W tym przypadku powodem wyskakiwania grotu z gniazda jest niezgodne z wymogiem producenta przyłożenie kątowe grota do gniazda. W przypadku korzystania z wkrętarki, użycie zbyt dużego momentu obrotowego wywoła zjawisko cam-out, oraz może doprowadzić do zniszczenia gniazda śruby lub grotu wkrętaka. W gniazdach kwadratowych i trójkątnych zjawisko może wystąpić w przypadku używania wyeksploatowanego grotu, w którym krawędzie z ostrych zmieniły się w okrągłe.
Przy gniazdach prostopadłych gwiazdkowych i sześciokątnych zjawisko nie występuje.
Cam-out wymusza na operatorze stosowanie większej siły nacisku na wkręt, co przy wystąpieniu zjawiska doprowadza do poważnych uszkodzeń montowanych elementów, a w skrajnych przypadkach do uszkodzenia ciała. Efektem wyskakiwania grotu jest niszczenie śrub i grotów, a tym samym większe koszty usługi lub produkcji.

## Przeciwdziałania
Producenci wkrętów i grotów wkrętaków mechanicznych od lat zmagają się ze zjawiskiem wyskakiwania i poślizgu w łącznikach śrubowych. Pierwszym krokiem było zastosowanie głowic szczelinowych, zamkniętych na końcach, co wymuszało stosowanie grotów zgodnych z wymiarem szczeliny. Ponieważ wkrętów szczelinowych obecnie nie stosuje się w połączeniach wymagających stosowania dużych sił obrotowych, skupiono się na rozwiązaniach dla głowic stożkowych. Takie głowice są powszechne przy łącznikach typu krzyżowego jak Phillips i Pozidriv. Producenci opatentowali wiele technologii przeciwpoślizgowych dla głowic krzyżakowo–stożkowych, które w uproszczeniu polegają na:
1. Nakładaniu na groty metali o właściwościach przeciwpoślizgowych,
2. Żebrowanie końcówki grota,
3. Dodawanie do gniazd stożkowych, szczelin prostopadłych, które są odporne na zjawisko wypadania[1].

## Zarys historyczny

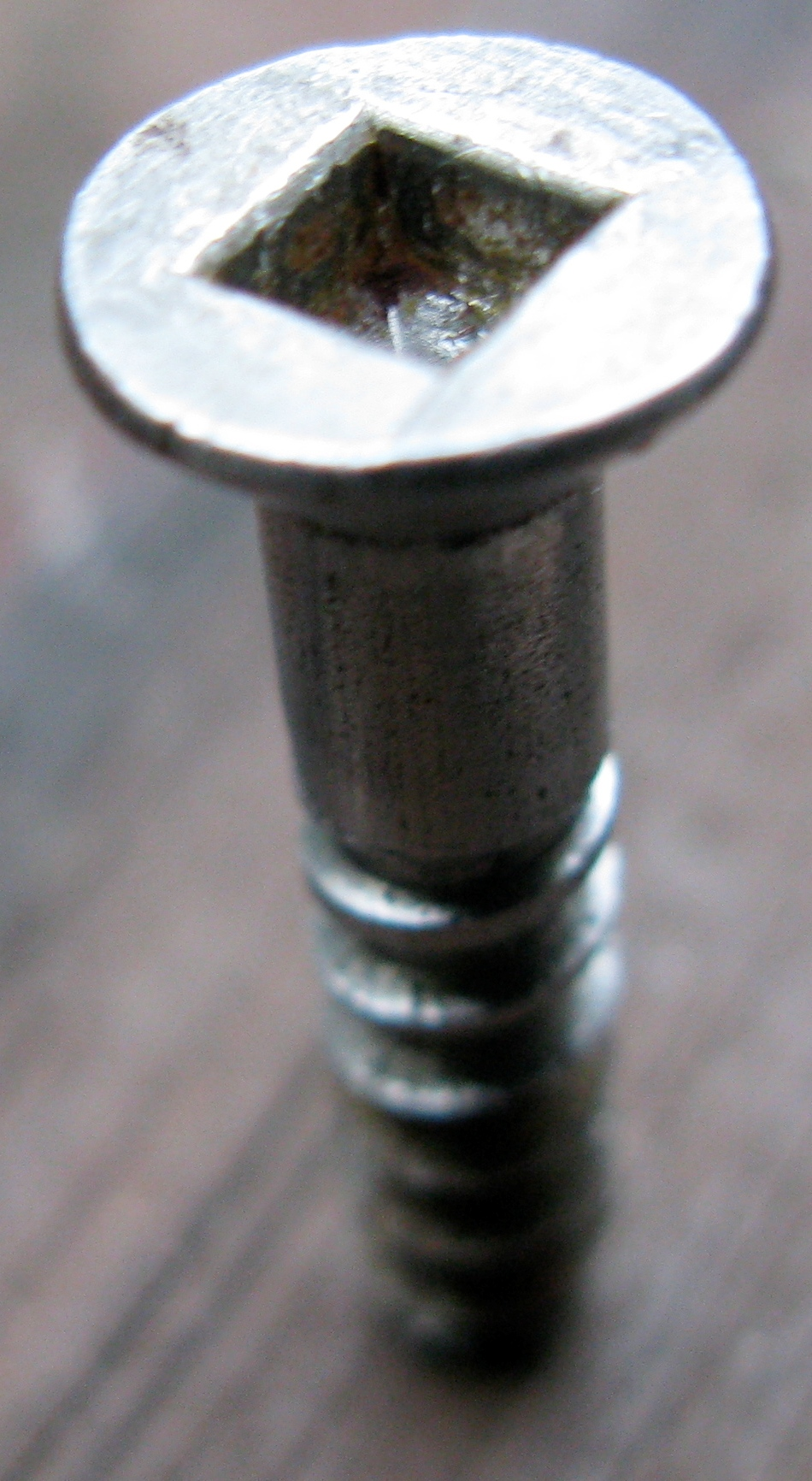
Głowica Robertsona o kwadratowym kształcie

W XIX wieku stosowano wyłącznie szczelinowe gniazda w łącznikach śrubowych. Przemysł przechodził na produkcje masową i zjawisko cam-out stało się poważnym problemem. Wydłużało czas wykonania, niszczyło montowane półprodukty i łączniki, oraz  było przyczyną wypadków przy pracy. Przedsiębiorcy amerykańscy naciskali na producentów łączników śrubowych o wyeliminowanie zjawiska. Przełom nastąpił w Montrealu, kiedy kanadyjski przedsiębiorca Peter Lymburner Robertson boleśnie skaleczył dłoń w wyniku wystąpienia efektu cam-out. Opracował nową głowicę o kwadratowym kształcie, którą od nazwiska twórcy nazywamy Robertson. Później powstały gniazda odporne na opisywany efekt o kształtach wielokątów i paraboli z prostopadłymi ścianami wgłębień. Należą do nich rozwiązania torx oraz imbus.